# GRiT
GRiT（グリット）は、2017年2月1日に結成された、日本の男性ダンス&ボーカルユニット。

## 来歴
2017年2月1日、ダンス、音楽、ファッションをアイコンに結成。メンバー全員がダンスとボーカルをともに担当する。
結成当日にオリジナル楽曲「DAYBREAK」のダンスミュージックビデオを公開し、不定期で原宿・竹下通りでのチラシ配布や、渋谷での路上ライブ活動を行っていた。
2018年2月3日にGRiTの結成1周年を記念した初のワンマンライブ「GRiT 1st ANNIVERSARY LIVE -DAYBREAK-」を開催した。

## メンバー
- Ray*to（れいと、7月30日生まれ）
  - ダンス&ボーカル担当。170cm。A型。
  - GRiT結成前は西玲人の名前で活動していた。
  - 現在はBLACK IRISのメンバーとして活動。

- Goku（ごくう、12月3日生まれ）
  - ダンス&ボーカル担当。178cm。O型、関西出身。
  - GRiT結成前は悟空の名前で活動していた。
  - 2018年4月28日より、ハイパープロジェクション演劇「ハイキュー!!」"はじまりの巨人"和久谷南高校・花山一雅役で出演。

- Takashi（たかし、7月4日生まれ）
  - リーダー。ボーカル&ダンス担当。176cm。A型。
  - 保育士資格、幼稚園教諭第一種免許、ベビーシッター資格を持つ。

## ムービー
| タイトル | 内容 |
| 「DAYBREAK（2017年2月1日公開）」 「INTRODUCTION Movie（2017年2月1日公開）」 「GRiT DANCE TRIPPER Vol.1（2017年3月8日公開）」 「GRiT DANCE TRIPPER Vol.2 (2017年4月19日公開)」 「右手にシリウス (2017年6月1日公開)」 「名前のない恋 (2017年6月5日公開)」 「GRiT DANCE TRIPPER 番外編 (2017年6月15日公開)」 「GRiT DANCE TRIPPER vol.3 (2017年12月1日公開)」 | 1stTRACK「DAYBREAK」Dance Movie 結成・紹介ムービー 成子天神社でダンスに挑戦する番組 城北中央公園でダンスに挑戦する映像 新曲「右手にシリウス」Music Video 新曲「名前のない恋」Lyric Video 東京から大阪の旅の珍道中を収めた映像 大慶園でダンスに挑戦する映像 |

## 主なライブ

### 出演ライブ・イベント
- 2017年2月24日 - JOL原宿 presents ミニライブ
- 2017年3月9日 - JUNON Presents SPECIAL LIVE〜MEN’S UNIT DELiGHT〜（オープニングアクト）
- 2017年3月12日 - 絶好超団☆LoVe定期公演
- 2017年3月14日 - LIVE is LIFE 〜Boys Loving FES〜
- 2017年3月26日 - JOL原宿 presents ミニライブ
- 2017年3月28日 - JOL原宿 presents ミニライブ
- 2017年4月5日 - SHIBUYA DESEO PRESENTS『Wave Set Up!!!』
- 2017年4月10日 - [Fantasista! vol.3 -Challenge-]
- 2017年4月12日 - BOYS TIME vol.37
- 2017年5月2日 - CLAPxCLAP
- 2017年5月5日 - 渋谷パラダイス
- 2017年5月5日 - Boys INSPIRE こどもの日Special
- 2017年5月11日 - KEN. Presents『Buzz Game - バズゲーム-』
- 2017年5月18日 - GRiT Monthly LIVE
- 2017年5月27日 - Tokyo Dynamic Collaboration 2017
- 2017年5月28日 - Boys Neon LIVE!
- 2017年5月31日 - Boys Neon LIVE！DX
- 2017年6月3日 - GRiT TRYGATE-LEVEL.1
- 2017年6月4日 - 大阪城公園ストリートLIVE
- 2017年6月10日 - Boys Neon LIVE!
- 2017年6月12日 - SHIBUYA DESEO PRESENTS『Wave Set Up!!!』
- 2017年6月25日 - IDOL NEXT STAGE MENS
- 2017年6月25日 - JOL原宿 presents ミニライブ
- 2017年6月28日 - BOYSTIME
- 2017年7月1日 - GRiT TRYGATE-LEVEL.1
- 2017年7月17日 - UTALABO presents FRESH RHYTHM 2017
- 2017年8月5日 - GRiT TRYGATE-LEVEL.1
- 2017年8月5日 - Boys Neon LIVE!
- 2017年8月9日 - 夏クル2017
- 2017年9月2日 - GRiT TRYGATE-LEVEL.1
- 2017年10月3日 - Wave set up!!!
- 2017年10月20日 - SELL Fes Vol.5
- 2017年10月24日 - 4thHoneyversary
- 2017年10月31日 - SHIBUYAアルティメットハロウィン
- 2017年11月13日 - GLANDSLAM
- 2017年11月21日 - SELL Fes Vol.6
- 2017年12月2日 - MADKID presents SPECIAL LIVE ’MAJOR DREAM’
- 2017年12月8日 - SELL Fes Vol.7
- 2017年12月11日 - Vex vol.6
- 2017年12月24日 - AEON GRAND FES -X’mas Eve-
- 2018年1月12日 - Cheer Up! Boys –On Stage- vol.6
- 2018年2月3日 - GRiT 1st ANNIVERSARY LIVE -DAYBREAK-
- 2018年2月9日 - バレンタイン ダンスボーカルfes
- 2018年2月15日 - 胸キュンしたいんです!
- 2018年2月19日 - SELL Fes Vol.9
- 2018年3月9日 - morph-tokyo presents GROW UP
- 2018年3月19日 - IKE-MEN LIVE DELIVERY vol.06
- 2018年3月25日 - Club INSPIRE 春休みSpecial
- 2018年4月7日 - Sketch Up SPRING 2018